# 국도 제29호선 (일본)
국도 제29호선(일본어: 国道29号)은 일본 효고현 히메지시부터 돗토리현 돗토리시에 이르는 일본의 일반 국도다.